# Buffon (Côte-d’Or)
Buffon ist eine französische Gemeinde mit 154 Einwohnern (Stand 1. Januar 2022) im Département Côte-d’Or in der Region Bourgogne-Franche-Comté. Sie gehört zum Kanton Montbard und zum gleichnamigen Arrondissement Montbard.
Nachbargemeinden sind Arrans im Norden, Saint-Rémy im Osten, Quincy-le-Vicomte im Süden und Rougemont im Westen.

## Bevölkerungsentwicklung
| Jahr                       | 1962 | 1968 | 1975 | 1982 | 1990 | 1999 | 2008 | 2015 |
| -------------------------- | ---- | ---- | ---- | ---- | ---- | ---- | ---- | ---- |
| Einwohner                  | 167  | 187  | 175  | 167  | 190  | 187  | 171  | 179  |
| Quellen: Cassini und INSEE |      |      |      |      |      |      |      |      |

## Sehenswürdigkeiten
Die Schmiede von Buffon, genannt Forges de Buffon, wurde 1768 durch Georges-Louis Leclerc, Graf von Buffon etabliert. Die in der Stahlindustrie tätige Unternehmung beschäftigte kurz darauf rund 400 Mitarbeiter. Infolge einer Hochwasserkatastrophe im Jahr 1866 musste die Produktion eingestellt werden. Das Bauwerk, das ab 1923 eine Zementfabrik beherbergte, ist seit 1943 ein Monument historique und befindet sich in privatem Besitz.

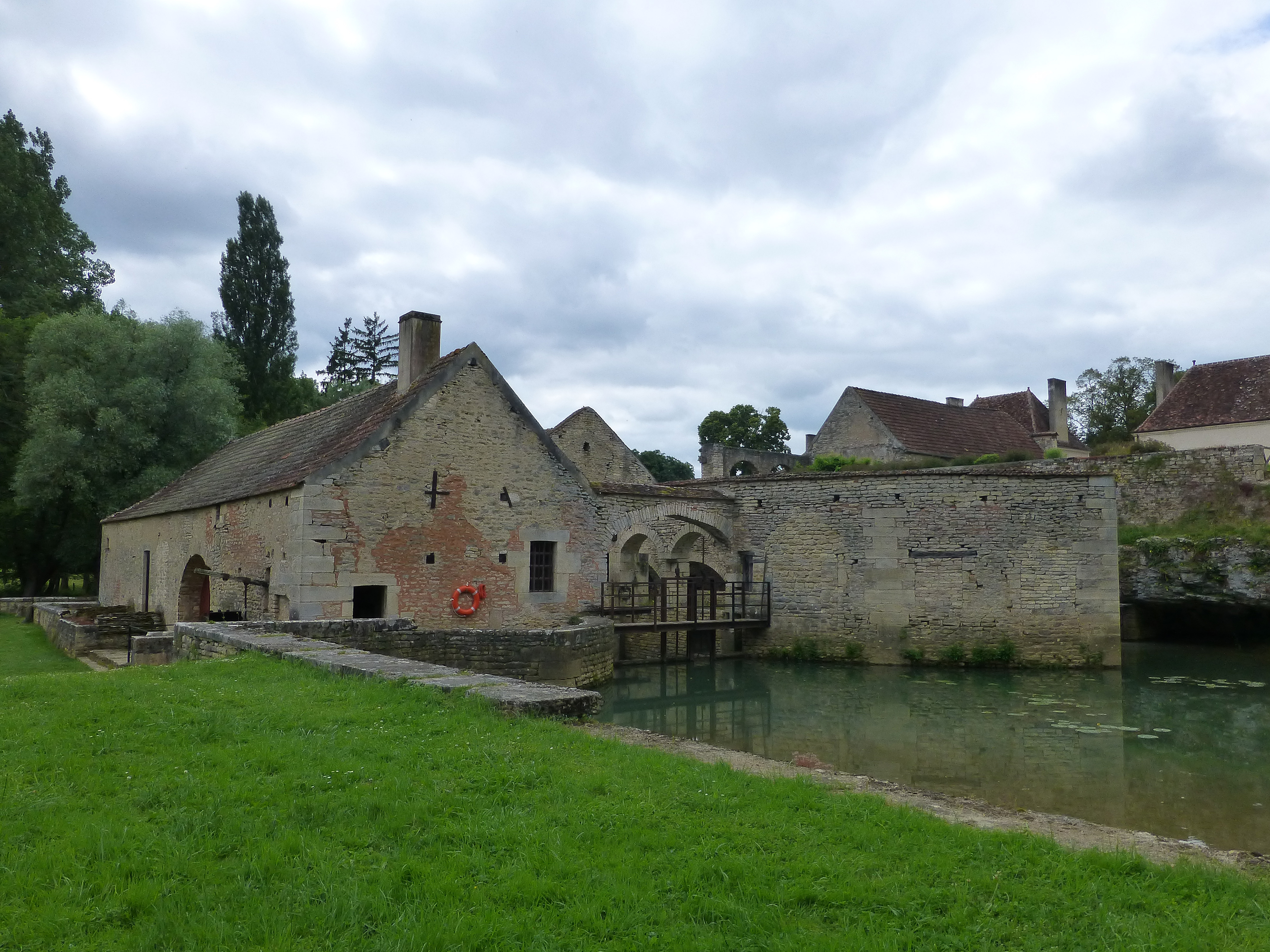
Forges de Buffon
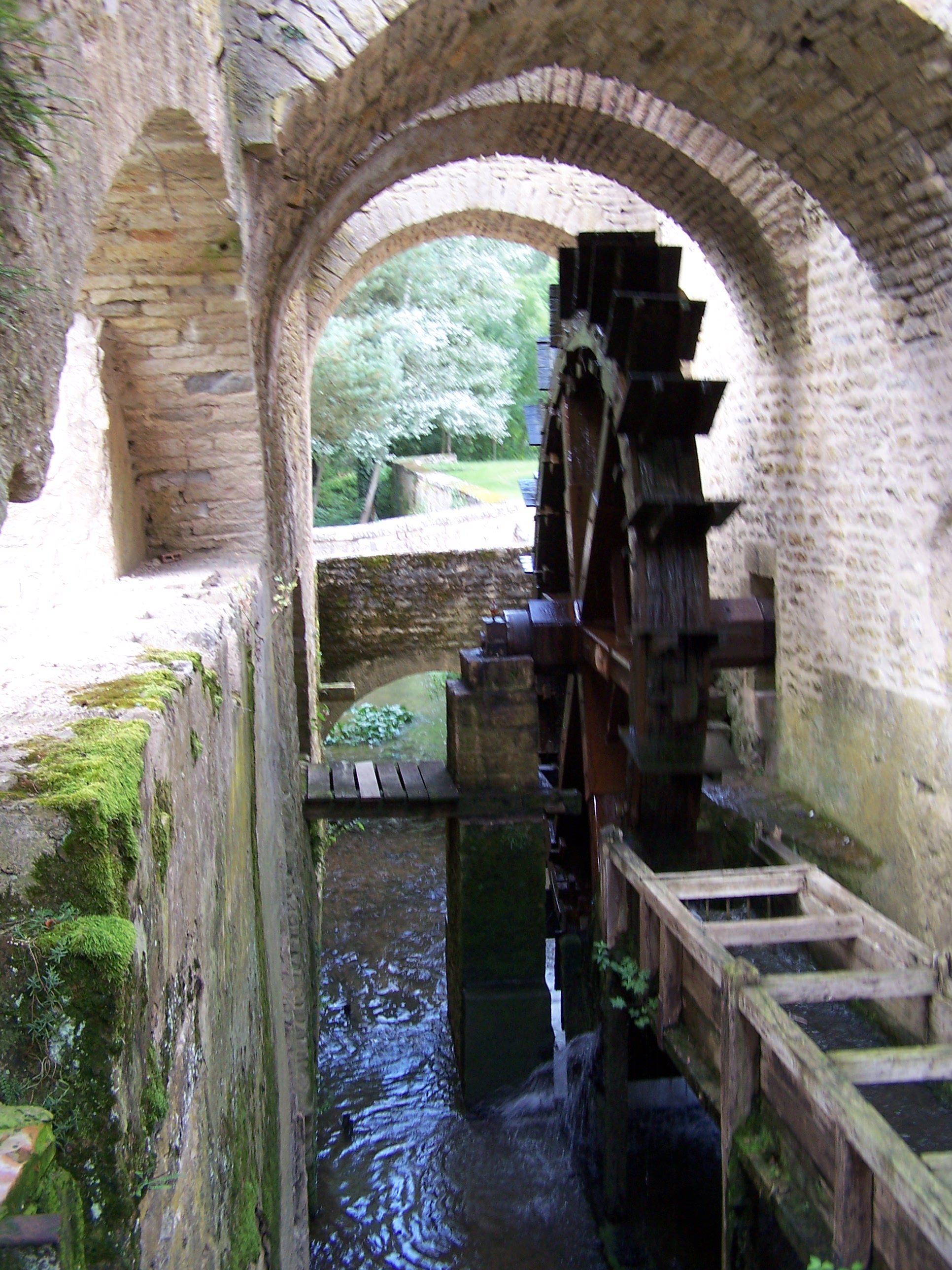
Zulaufkanal
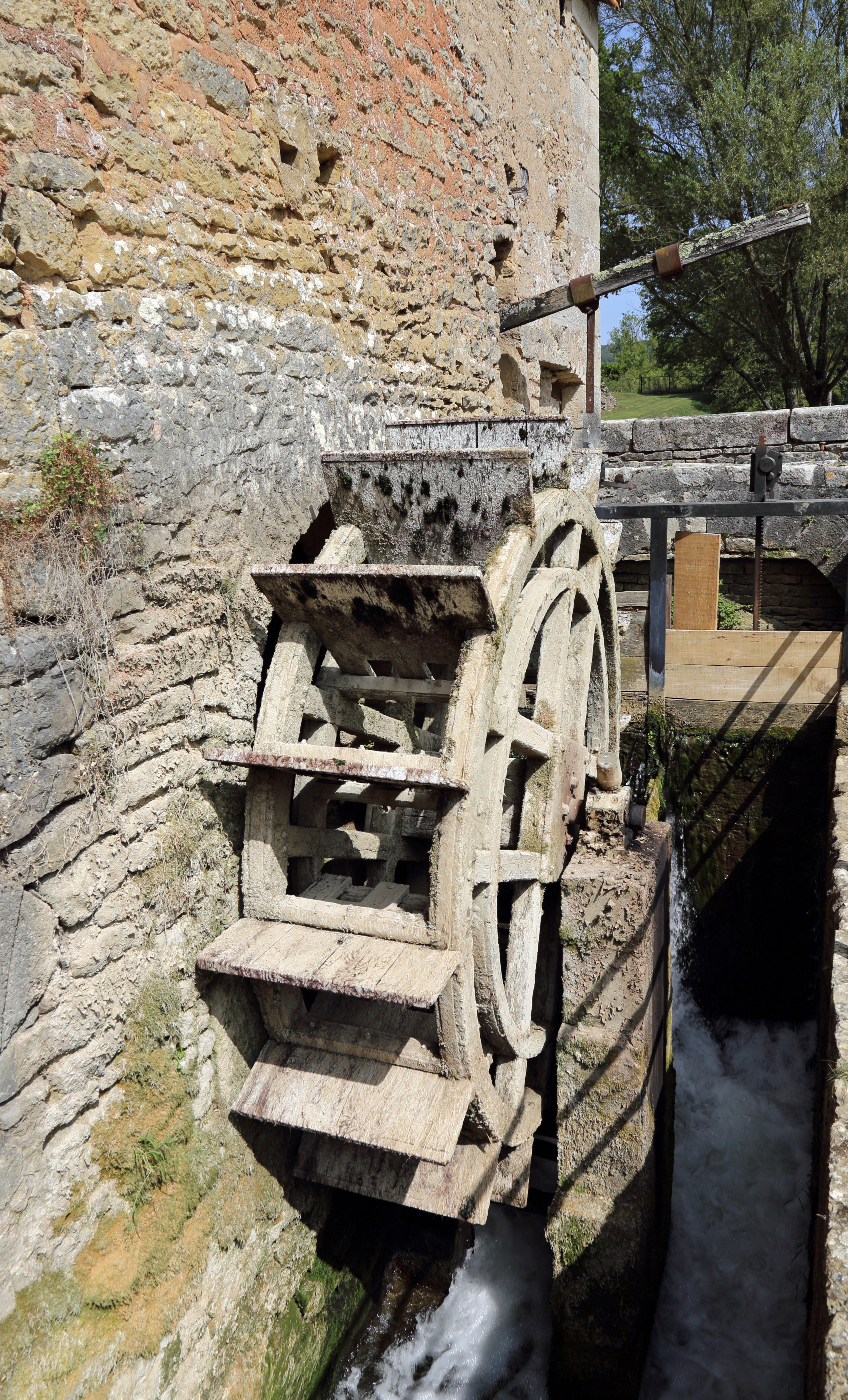
Wasserrad
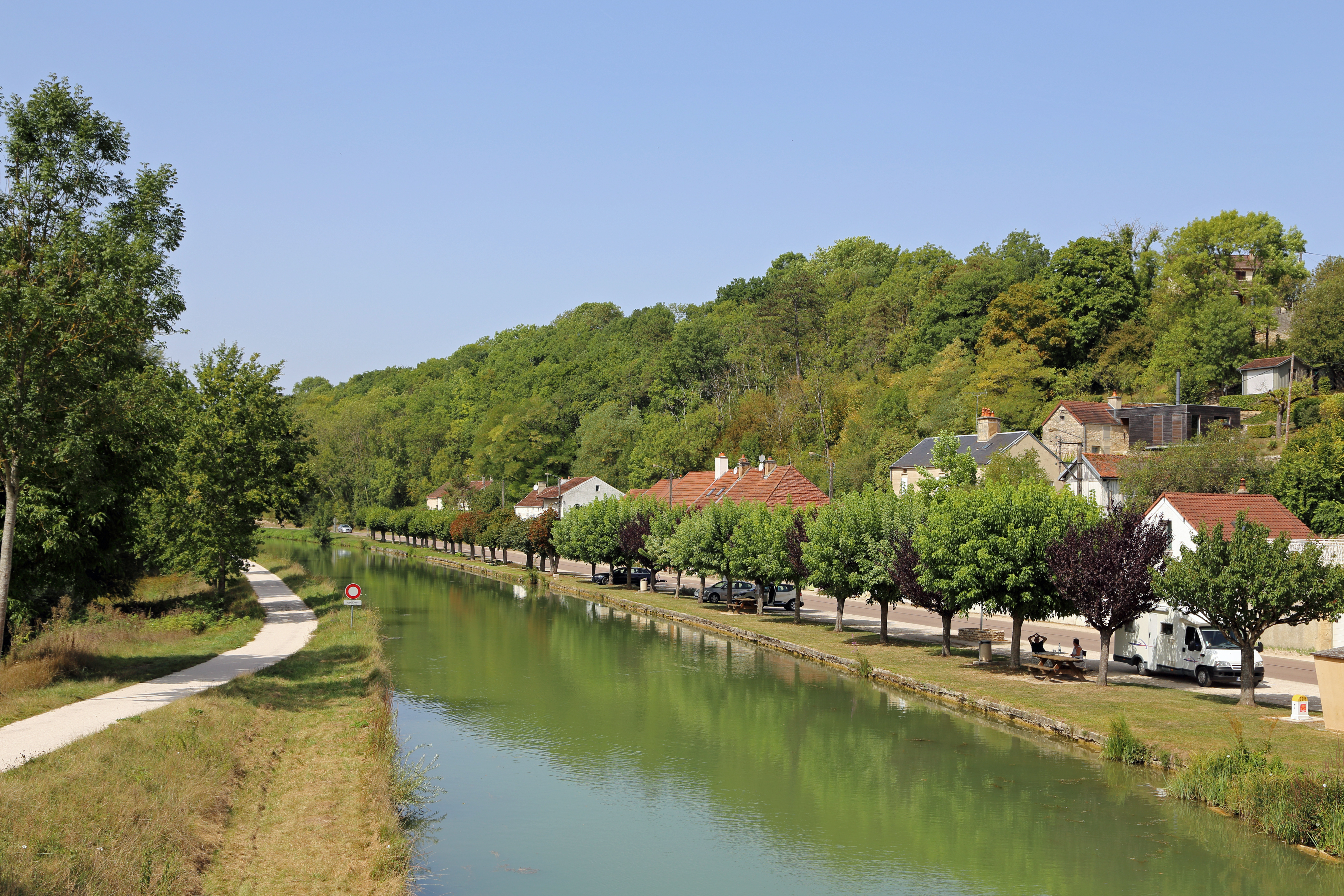
Der Canal de Bourgogne bei Buffon